# 山本SAN
山本SAN（山本サン、1972年6月9日 - ）は、日本の男性プロレスラー。東京都新宿区出身。プロレス団体THE EXTREME FIGHTING STAGE COMBOを主宰。

## 人物
関東一高 時代はラグビー部に所属。後にプロ野球選手となる山﨑健や山本保司と同級生に当たる。
高校卒業後は就職先の社会人ラグビー部でフッカーとして奮闘。１部リーグ復帰への切り札の１人としての入団であったが、１部復帰を果せぬまま、廃部という現実に直面し自身も現役引退。
その後はDEEPジムで格闘家としての技術を磨いた。運動における特徴は、格闘技に限らず、視覚情報を自らの身体で再現する能力に長けているところである。
プロレス自体は35歳と遅いデビューでキャリア自体は浅いが、25年のファン歴（当時）を誇るプロレス眼とリスペクト、そしてプロレス愛を存分に発揮し、ベテランに負けない体力、テクニックで活躍を見せる。それが注目されガッツワールドの所属となる。所属以外にもZERO1、阿佐ヶ谷プロレスなど他団体のリングにも上がっている。現在は退団し、自らの団体ジ・エクストリーム・ファイティング・ステージ・コンボ（THE EXTREME FIGHTING STAGE COMBO）を立ち上げ、主宰として興行も行っている。興行は板橋グリーンホールや新宿FACEを中心に打ち毎回満員の動員を実現している。
リング外では、yasuと言う名でベーシストとして5弦ベースを操り、ヘヴィメタルバンドMADNESSやUNTRADに所属。後者ではCDデビューも果たしている。。
音楽活動においてもプロレスファン歴同様の長いキャリアを持ち合わせ、中学時代から本格的なバンド活動を行ってきた。
外見こそプロレスラー然とした風貌が故、一見荒っぽいイメージも持たれるが堅実な行動を好み、団体運営においてもそうである。例え、ビッグネームであっても、基本を怠り派手な技に傾倒する選手や、観客・レスラー・興行という三方に目を向けられない選手をリングにあげることをしないことを徹底している。また人情を大事にし、他人の足を引っ張るような者に対しては非常に厳しい一面を持つ。また、試合後には率先して客席を闊歩し、ファンとの交流に余念が無い。照れ屋である。
口癖は「来ちゃった」で、これはプロレス興行の締めの一言としても使われる。山本SANが「今日もコンボに～？」と言い、観客と参加レスラーたちが全員で「来ちゃった～」と拳を突き上げて叫ぶという形で行われるのを定番としている。
重要な試合では、浅草プロレス主宰雷神矢口とのGOLDEN ROCKERSというユニットでもリングに上がることがあるが本人が何かの神というギミックはない。
プロレスラーとしてのキャラクターカラーはCOMBOブルー。総合格闘家時代にプロレス参戦していた当時はメタルんというリングネームも使用していた。現在は山本SANであり、その名前ゆえサンプラザ中野くん同様、周囲からは山本SANさん、SANさんという呼ばれ方となる。

## ファイトスタイル／得意技
戦い方自体は非常にオーソドックスで、オールドスクールなスタイルを好む。
過激で派手な技に傾倒することなく基本的な技を中心に組み立てる。
ゆえに団体を通してそのようなスタイルが多く見られ、オールドファンにも受けいられている。

### 打撃技
ミドルキック
総合格闘家時代に修得した技。
サッカーボールキック
えげつない。
五郎丸キック
ラグビー日本代表五郎丸歩のプレースキックを格闘技に応用したもの。五郎丸ポーズから決める。ここぞの大一番でしか繰り出さないが、本人が大きな声で言わない限り、場内実況・解説も会場ファンも気づかないことが多い。
ビッグホーンタックル
バッファローマンのごとく強烈なタックル。ロータス型とイルムシャー型が存在する。本格的な披露には至っておらず幻の必殺技として手の内に隠し持っている。

### 投げ技
YAMAMOTOドライバー
横向きのうつ伏せ状態で肩に担ぎ上げた体勢からジャンプすると同時に前方に両足を開脚し、頭部からマットに叩き落とす技。
ランニング式YAMAMOTOドライバー
コーナー前で横向きのうつ伏せ状態で肩に担ぎ上げた体勢でリング中央にランニングし、ジャンプすると同時に前方に両足を開脚し、頭部からマットに叩き落とす技。山本ドライバーはこちらが原型である。
フィッシャーマンズ・バスター（フィッシャーマンズ・スープレックス）
2017年あたりから多用している。相手を追い込んでからの、主にフィニッシュに用いる。
長滞空式ブレーン・バスター（ブレーンバスター）
ビッグネームとの対戦などで繰り出す。この長時間滞空は会場を大いに沸かせると同時に、相手に受け身のタイミングを取らせない効果を持つ。

### 跳び技
その場跳びムーンサルトプレス（ムーンサルトプレス）
序盤に繰り出すときは美しい縦回転を見せるが、体力を消耗してからの時は右肩方向に軸を傾けて空中を調整している。

### 関節技
総合格闘家時代に修得した技。
腕ひしぎ十字固め
飛びつき式腕ひしぎ十字固め